# دوناکیلیتی
دوناکیلیتی (به مجاری:  Dunakiliti) یک شهرداری در مجارستان است که در ناحیه موشون‌مادیارووار واقع شده‌است. دوناکیلیتی ۳۳٫۶۶ کیلومتر مربع مساحت و ۱٬۸۶۲ نفر جمعیت دارد.